# Ernst Briechle
Ernst Briechle (* 3. November 1873; † 29. Juli 1929 in Danzig) war ein deutscher Unternehmer und Senator in Danzig.

## Leben
Ernst Riechle stammte aus dem Deutschen Reich, nähere Angaben zu seiner Herkunft sind nicht bekannt.
Um 1920 kam er nach Danzig und kaufte dort die ehemalige Königliche Artillerie-Werkstatt, die die größte Rüstungsfabrik der Stadt gewesen war und auf Grund der Entmilitarisierungsauflagen des Versailler Vertrages
aufgelöst werden musste. Er erwarb sie für einen niedrigen Preis und unter umstrittenen Umständen für die J. A. Schmalbach Blechwarenfabrik in Braunschweig. Briechle gründete auf dem Gelände die Industrie- und Blechwaren-Werke A. G. als Tochterunternehmen von Schmalbach und wurde deren Generaldirektor. Die Fabrik produzierte Konservendosen.
1923 war er außerdem Aufsichtsratsvorsitzender der Komet Farbbandfabrik.
Im Januar 1924 wurde Ernst Briechle zum parlamentarischen Senator der Freien Stadt Danzig für die Deutsch-Danziger Volkspartei ernannt. Am 2. Juli musste er von diesem Amt wieder zurücktreten, da seine Partei ihn so sehr unter Druck setzte, dass sie notwendige Zustimmungen im Senat erst geben würde, wenn er aus dem Amt gegangen sei. In diesem Jahr verlor er auch seinen Generaldirektorenposten. Er gründete daraufhin eine eigene Union Land-Maschinen-Großhandlung.
Am 29. Juli 1929 erschoss sich Ernst Briechle vormittags in den Geschäftsräumen seiner Firma. Die Gründe waren unklar, es wurde Nervenzerrüttung oder wirtschaftliche Probleme vermutet.